# Rachel Wilson
Rachel Wilson (Ottawa, 12 maggio 1977) è un'attrice canadese, nota soprattutto per il ruolo di Heather in A tutto reality e Tamira Goldstein in Breaker High.

## Biografia
Ha iniziato a recitare all'età di 12 anni, lavorando a lungo in Toronto, Vancouver e Los Angeles. I ruoli di Wilson comprendono dottor Nikki Renholds in Repubblica del CBC di Doyle, [1] Donna nella serie web "My Pal Satana", e conduce a St. Roz, Puck Hogs, Man v Minivan, e 75 El Camino (gli ultimi due sono stati accettati al Toronto International Film Festival 2009). In televisione, Le Due Mr. Kissel per Lifetime, Breaker High, Kevin Hill, Giudice Amy, Charmed, Show Me Tuo, e Crossing di Gideon. Wilson presta la sua voce anche al personaggio di Heather in A tutto reality. La sua voce italiana è di Monica Ward.

## Filmografia

### Cinema
- La scuola più pazza del mondo (National Lampoon Senior Trip), regia di Kelly Makin (1995)
- Austin Powers - La spia che ci provava (Austin Powers: The Spy Who Shagged Me), regia di Jay Roach (1999)
- La mia adorabile nemica (Anywhere but Here), regia di Wayne Wang (1999)
- Mistery, Alaska, regia di Jay Roach (1999)
- Prigione di vetro (The Glass House), regia di Daniel Sackheim (2001)
- Winter Break, regia di Marni Banack (2003)
- Saw 3D - Il capitolo finale (Saw 3D), regia di Kevin Greutert (2010)
- Giochi di potere (Backstabbing for Beginners), regia di Per Fly (2018)
- Nell'erba alta (In the Tall Grass), regia di Vincenzo Natali (2019)
- Come Play, regia di Jacob Chase (2020)

### Televisione
- Kung Fu: la leggenda continua (Kung Fu: The Legend Continues) – serie TV, episodi 1x21 e 2x21 (1993-1994)
- Hai paura del buio? (Are You Afraid of the Dark?) – serie TV, episodio 3x01 (1994)
- Colomba solitaria (Lonesome Dove: The Outlaw Years) – serie TV, episodio 1x11 (1995)
- Siete pronti? (Ready or Not?) – serie TV, episodio 5x13 (1997)
- The Others – serie TV, episodio 1x04 (2000)
- Popular – serie TV, episodio 2x15 (2001)
- Streghe (Charmed) – serie TV, episodio 4x07 (2001)
- Providence – serie TV, episodio 4x17 (2002)
- Giudice Amy (Judging Amy) – serie TV, episodio 3x24 (2002)
- 1-800-Missing – serie TV, episodio 1x05 (2003)
- Show Me Yours – serie TV, 16 episodi (2004-2005)
- Kevin Hill – serie TV, episodio 1x13 (2005)
- I misteri di Murdoch (Murdoch Mysteries) – serie TV, episodi 4x08-15x12 (2011-2022)
- The Kennedys – miniserie TV, 4 episodi (2011)
- Il socio (The Firm) – serie TV, episodio 1x12 (2012)
- Bomb Girls – serie TV, 4 episodi (2013)
- Rookie Blue – serie TV, episodio 4x02 (2013)
- Cracked – serie TV, episodio 2x07 (2013)
- The Good Witch's Wonder - Un'amica per Cassie (The Good Witch's Wonder), regia di Craig Price – film TV (2014)
- Covert Affairs – serie TV, episodi 5x10-5x11 (2014)
- Reign – serie TV, episodio 2x12 (2015)
- Saving Hope – serie TV, episodio 4x17 (2016)
- Schitt's Creek – serie TV, episodio 3x11 (2017)
- Private Eyes – serie TV, episodio 2x08 (2018)
- Carter – serie TV, episodio 1x05 (2018)
- Impulse – serie TV, 7 episodi (2018)
- Hudson & Rex – serie TV, episodio 3x08 (2021)
- Nurses - Nel cuore dell'emergenza (Nurses) – serie TV, episodio 2x01 (2022)
- Transplant – serie TV, episodio 3x13 (2023)
- The Hardy Boys – serie TV, 3 episodi (2023)

### Doppiatrice
- 6teen – serie animata, episodio 2x27 (2006)
- A tutto reality (Total Drama) – serie animata, 81 episodi (2007-2013)

## Doppiatrici italiane
Nelle versioni in italiano delle opere in cui ha recitato, Rachel Wilson è stata doppiata da:
- Francesca Manicone in Mistery Alaska
- Guendalina Ward in Giochi di potere
- Vanina Marini in Nell'erba alta
- Giuliana Atepi in Nurses - Nel cuore dell'emergenza

Da doppiatrice è stata sostituita da:
- Monica Ward in A tutto reality

## Riconoscimenti
- 2010 – Gemini Awards
  - Candidatura – Migliore attrice non protagonista in una serie drammatica – Republic of Doyle